# Roger Milhau
Roger Milhau (ur. 29 marca 1955 w Istres) – francuski lekkoatleta średniodystansowiec, halowy mistrz Europy.
Specjalizował się w biegu na 800 metrów. Wystąpił w tej konkurencji na halowych mistrzostwach Europy w 1977 w San Sebastián, gdzie odpadł w eliminacjach.
Zdobył brązowy medal na tym dystansie na halowych mistrzostwach Europy w 1978 w Mediolanie, ulegając jedynie Markku Taskinenowi z Finlandii i Olafowi Beyerowi z Niemieckiej Republiki Demokratycznej. Na mistrzostwach Europy w 1978 w Pradze odpadł w półfinale tej konkurencji.
Zwyciężył w biegu na 800 metrów na halowych mistrzostwach Europy w 1980 w Sindelfingen, wyprzedzając Andrása Paróczaia z Węgier i Herberta Wursthorna z Republiki Federalnej Niemiec. Odpadł w półfinale tej konkurencji na igrzyskach olimpijskich w 1980 w Moskwie oraz w eliminacjach na halowych mistrzostwach Europy w 1982 w Mediolanie.
Dwukrotnie startował w biegu na 800 metrów na letnich uniwersjadach: w 1977 w Sofii nie ukończył biegu półfinałowego, a w 1979 w Meksyku biegu finałowego. 
Był mistrzem Francji w biegu na 800 metrów w latach 1978–1980 oraz brązowym medalistą w 1977, a w hali mistrzem na tym dystansie w 1978, 1979 i 1982 oraz wicemistrzem w 1977.
Jest aktualnym (listopad 2021) rekordzistą Francji w sztafecie 4 × 800 metrów z czasem 7:13,8 osiągniętym 23 czerwca 1979 w Bourges.
Rekord życiowy Rogera Milhau w biegu na 800 metrów wynosił 1:45,98 i został ustanowiony 9 lipca 1980 w Saint-Maur-des-Fossés.